# Бутаковская волость (Тарский уезд)
Бутако́вская волость (Знаменская волость 1924—1925) — административно-территориальная единица Тарского уезда Тобольской губернии (до 1917), Акмолинской (Омской) области (1917—1918), Тюменской губернии (1919), Омской губернии (1920—1925).
Волостной центр — село Бутаковское (село Знаменское).

## История
Волость образована в 1782 году путём преобразования Знаменского погоста.
В 1859 году в волость были сосланы и переселены латыши, эстонцы и другие.
После подавления в 1863 году восстания в Царстве Польском в волость было сослано большое количество поляков.
В 1864 году Совет Главного Управления Западной Сибири утвердил для водворения польских переселенцев Тарский округ в 115 селениях и 9 волостей, в том числе и в Бутаковскую волость.
В 1867 году в волости было открыто Бутаковское сельское начальное народное училище.
В 1882 году полякам было разрешено вернуться в Польшу, однако часть из них, имевшая свои хозяйства, осталась здесь.
В 1887 году открыта церковно-приходская школа в селе Знаменском.
В 1900 году открыт Знаменский сельский банк.
К 1903 году часть территории волости была переда в образованную Атирскую волость, однако к 1909 году часть населённых пунктов были возвращены назад в Бутаковскую волость.
Первые переселенческие участки и посёлки в волости были образованы только в 1910-х годах. К 1913 году их насчитывалось только 3.
7 марта 1919 года часть волости была выделена в образованную Ложниковскую волость.
В 1921 году произошла засуха в Тарском уезде. Во многих деревнях Бутаковской волости начался голод.
Постановлением Сибревкома от 24 сентября 1924 года Бутаковская волость была укрупнена и преобразована в Знаменскую. Образована из Бутаковской, Аёвской (без 9 населённых пунктов отошедших в Рыбинскую волость), Ново-Ягодинской, Атирской (без 2 населённых пунктов) волостей, а также частей Ложниковской, Финской, Коурдакской, Бакшеевской, Бухарской волостей с образованием сельских советов. Волостной центр был перенесён из села Бутаково в село Знаменское.
Постановлением ВЦИК от 25 мая 1925 года волость была преобразована в Знаменский район Тарского округа Сибирского края.

## Административное деление
Состав на 1893 год
| - село Бутаково - село Знаменское - село Ложниковское - село Самсоново - деревня Атирка - деревня Баженова - деревня Вставская - деревня Годенова - деревня Зырянова - деревня Казаевка - деревня Калашникова - деревня Коновалова - деревня Кирилина - деревня Киселёва - деревня Копейкина | - деревня Крапивка - деревня Кубрина - деревня Лоскутова - деревня Мартюшова - деревня Маметева - деревня Орикова - деревня Островная - деревня Петрова - деревня Пологрудова - деревня Сараханова - деревня Сидорова - деревня Солдатова - деревня Солдатская - деревня Соусканова - деревня Тейс | - деревня Тимина - деревня Чекруша - деревня Чередова 1 - деревня Чередова 2 - деревня Чианы - деревня Чухонская - деревня Щелкановка - деревня Щербаковская - деревня Юрлагина - заимка Начаева - заимка Шкунова |

Состав на 1903 год
| - село Бутаковское - село Ложниково - деревня Вставская - деревня Годенова - деревня Зырянова - деревня Калашникова - деревня Кирилина - деревня Киселёва - деревня Коновалова - деревня Копейкина - деревня Кубрина - деревня Лоскутова - деревня Мамешева - деревня Орикова - деревня Петрова | - деревня Пологрудова - деревня Солдатская - деревня Солдатова - деревня Соусканова - деревня Теис - деревня Тимина - деревня Чекруша - деревня Чередова - деревня Чианы - деревня Чухонская - деревня Юрлагина - выселок Андреевский - выселок Матвеевский - выселок Щербаковский - заимка Красноусова | - заимка Ларинкина - заимка Ложникова - заимка Малышева - заимка Ногаева - заимка Чеченёва - заимка Шатова - заимка Шкунова |

Состав на 1909 год
| - село Бутаковское - село Знаменское - село Ложниково - деревня Вставская - деревня Годенова - деревня Зырянова - деревня Калашникова - деревня Кирилина - деревня Киселёва - деревня Коновалова - деревня Копейкина - деревня Кубрина - деревня Лоскутова - деревня Мамешева - деревня Орикова | - деревня Петрова - деревня Пологрудова - деревня Сарханова - деревня Солдатская - деревня Солдатова - деревня Соусканова - деревня Теис - деревня Тимина - деревня Чередова - деревня Чекруша - деревня Чианы - деревня Чухонская - деревня Щербакова - деревня Юрлагина - посёлок Ново-Матвеевский | - посёлок Спасский Луг - выселок Матвеевский - заимка Ларинкина - заимка Ложникова - заимка Малышева - заимка Ногаева - заимка Андрианова - заимка Борисова - заимка Горчакова - заимка Ларионова - заимка Чеченёва - заимка Шатова - заимка Шкунова |

Состав на 1924 год
| - село Бутаково - село Знаменское - деревня Калашникова - деревня Мамешево - деревня Пологрудово - деревня Киселёва - деревня Солдатское - деревня Чередова - деревня Петрово - деревня Копейкина | - деревня Юрлагина - деревня Соусканово - деревня Малышева - деревня Тимина - заимка Шатова - юрты Соускановские |

### Административные участки
- III участок крестьянского начальника Тарского уезда с центром в селе Завьялово;
- I стан пристава Тарского уезда с центром в селе Завьялово;
- I участок полицейского урядника Тарского уезда с центром в селе Знаменское;
- Тарский участок прокурора Тобольского Окружного Суда Тарского уезда с центром в городе Тара;
- I судебно-мировой участок Тарского уезда с центром в городе Тара;
- III участок сельского врача с центром в селе Завьялово;
- Тарский участок податного инспектора Тарского уезда с центром в городе Тара;
- III район инспектора народных училищ Тарского уезда с центром в городе Тара;
- I полицейский стан Тарского уезда с центром в селе Завьялово.

### Сельские общества
- 1907 год — 37 населённых пунктов, 9 сельских обществ;
- 1908 год — 37 населённых пунктов, 9 сельских обществ;
- 1909 год — 37 населённых пунктов, 10 сельских обществ;
- 1910 год — 43 населённых пункта, 11 сельских обществ;
- 1911 год — 43 населённых пункта, 12 сельских обществ;
- 1912 год — 43 населённых пункта, 11 сельских обществ;
- 1913 год — 43 населённых пункта, 11 сельских обществ;
- 1914 год — 40 населённых пунктов, 8 сельских обществ;
- 1915 год — 9 сельских обществ.

## Промышленность и торговля
На 1897 год в волости торговал купец II гильдии Качалов Алексей Феодорович в селе Знаменское.
На 1908 год в волости имелись крупные маслодельные заводы:
- Чувашева П. И. в деревне Орикова;
- Качалова А. В. в селе Знаменское.

На 1 января 1909 года насчитывалось 8 маслодельных завода перерабатывающих 63700 пудов молока. Имелось 8 сепараторов, 8 рабочих.
В 1910 году в Бутаковской волости было зарегистрировано 14 маслодельных заводов, перерабатывающих в год около 80 000 пудов молока.

## Инфраструктура
На 1909 год в волости имелось: 4 церкви, 8 часовен, 4 школы (официальные), 11 хлебо-запасных магазинов, 4 винные лавки, 26 торговых лавок, 11 ветряных мельниц, 7 водяных мельниц, 14 маслоделен, 2 маслобойни, 1 завод, 13 кузниц, 10 пожарных сараев, 2 ярмарки, 2 почтовые станции, 3 земские станции.
На 1915 год действовали почтовые операции при Бутаковском волостном правлении с приёмом и выдачей всякого рода корреспонденции, Бутаковский и Знамеский волостные банки, Ложниковское кредитное товарищество.
Через волость проходили тракты:
- почтовый тракт Тобольск-Тара со станциями Знаменская, Бутаковская;
- земский тракт Тобольск-Тара со станциями Знаменская, Бутаковская;
- земский тракт Тара-Усть-Ишим со станциями Бутаковская, Знаменская.

## Религия
- Бутаковский, Знаменский православные приходы входили в IV благочиние Омской епархии с центром в городе Тара.
- Ложниковский православный приход входил в III благочиние Омской епархии с центром в селе Крайчиковское.

В волости также было большое количество старообрядцев-раскольников, придерживавшиеся, в частности поморского течения.

## Население
В период 1851—1860 годы в волости ежегодная смертность составляла 3,34 человека на каждые 100 человек.
На 1893 год в волости проживало 6407 человек (3074 м — 3333 ж) в 1369 дворах.
На 1903 год в волости проживал 3901 человек (1913 м — 1988 ж) в 1073 дворах 37 селениях.
На 1909 год в волости проживало 8647 человек (4295 м — 4352 ж).
Переселенческое население из Виленской, Витебской, Вятской, Гродненской, Казанской, Киевской, Ковенской, Лифляндской, Минской, Могилёвской, Полтавской, Смоленской, Черниговской губерний и бывшие униаты Царства Польского. Национальный состав волости: русские, финны, чуваши, украинцы, черемисы, цыгане, зыряне, мордва, немцы, белорусы, татары, латыши, поляки, эстонцы и незначительное число других.
Крупнейшие населённые пункты
| 1868 год - деревня Вставскова — 364 чел.; - село Бутаковское — 339 чел.; - село Ложниковское — 300 чел.; - деревня Копейкина — 283 чел.; - деревня Чухонская — 274 чел. | 1893 год - деревня Маметева — 318 чел.; - село Самсоново — 313 чел.; - деревня Юрлагина — 301 чел.; - село Знаменское — 300 чел.; - деревня Петрова — 288 чел. | 1897 год - деревня Баженова — 518 чел. |

| 1903 год - деревня Юрлагина — 256 чел.; - деревня Чекруша — 197 чел.; - деревня Киселёва — 195 чел.; - деревня Вятская — 189 чел.; - деревня Копейкина — 185 чел. | 1909 год - посёлок Ново-Матвеевский — 1635 чел.; - деревня Киселёва — 623 чел.; - село Знаменское — 616 чел.; - деревня Чухонская — 470 чел.; - деревня Щербакова — 455 чел. |

## Известные уроженцы
- Зубарев, Александр Фёдорович — уроженец деревни Семёновка, Герой Советского Союза.
- Щербаков, Иван Ефимович — уроженец села Знаменского, потомственный почётный гражданин, купец I гильдии, кавалер.
- Двинаренко, Никита Петрович — уроженец деревни Сидоровка, купец II гильдии, в 1918 году подписавший знаменитое заявление русских общественно-политических объединений в поддержку Верховного Правителя России А. В. Колчака.